# Seyler Károly
Seyler Károly (Buda, 1815. augusztus 7. – Esztergom, 1884. december 10.) magyar zeneszerző, egyházi karnagy. Seyler József Antal (1778-1854) karnagy fia.

## Életpályája
1825–1830 között az esztergomi bencés gimnáziumban tanult. 1834-től, Bécsben Ignaz Seyfriednél tanult. 1834–1841 között a bécsi Kärntnertor-Theater zenekari tagja volt. 1841–1884 között édesapja utódaként az esztergomi főszékesegyház karnagya volt. 1856-ban az Esztergomi bazilika felszentelése alkalmából Liszt Ferenc miséjéhez ő írta a Gradualét, az Offertoriumot és a Te Deumot.
Miséket (kb. 35-öt), requiemeket, offertóriumokat, graduálékat, Misereréket, Tantum ergókat, vesperákat írt (melyeket még nem gyűjtöttek össze és nem lajstromoztak, össz. kb. 300-at). Világi művei: szimfónia; zongoratrió (bemutató: 1839: Bécs); dalok; virtuózdarabok; Geber orgonára (1871); Waffentanz zongorára.